# Pastebin
Pastebin – aplikacja internetowa umożliwiająca wklejanie tekstu i udostępnienie go innym po podaniu odpowiedniego linku. Usługa taka jest szczególnie przydatna, gdy konieczne jest przesłanie dłuższego tekstu czy też kodu źródłowego np. poprzez komunikator internetowy czy też kanał IRC. Niektóre z nich obsługują kolorowanie składni dla wybranych języków programowania czy też dodawanie hiperłączy do dokumentacji z opisem konkretnego polecenia.

## Historia
Pierwsze serwisy tego typu powstały w roku 2002. Jednym z nich był pastebin.com. Stopniowo pojawiały się nowe funkcjonalności takie jak integracja z klientem IRC, serwisami mikroblogowymi typu Twitter i inne.
Najbardziej zaawansowane serwisy powstające obecnie umożliwiają kompilację i uruchamianie wklejanego kodu (codepad.org, ideone.com).

## Porównanie funkcjonalności istniejących serwisów typu pastebin
| Strona internetowa | Podświetlanie składni | Pokazywanie różnic | Archiwizacja | Otwarte Oprogramowanie | Szyfrowanie / Hasła | Subdomeny | Prywatność | SSL | Serwis społecznościowy | Kompilator / Interpreter | Uwagi                                                                       | Język             | Status  |
| ------------------ | --------------------- | ------------------ | ------------ | ---------------------- | ------------------- | --------- | ---------- | --- | ---------------------- | ------------------------ | --------------------------------------------------------------------------- | ----------------- | ------- |
| pastebin.com       | Tak                   | Tak                | Tak          | Tak                    | Tak                 | Tak       | Nie        | Nie | Nie                    | Nie                      |                                                                             | angielski         | aktywny |
| ideone.com         | Tak                   | Nie                | Tak          | Nie                    | Tak                 | Nie       | Tak        | Tak | Tak                    | Tak                      | dostępnych 40 języków programowania, tagi, system komentarzy                | angielski, polski | aktywny |
| codepad.org        | Tak                   | Nie                | Tak          | Nie                    | Tak                 | Tak       | Tak        | Nie | Nie                    | Tak                      |                                                                             | angielski         | aktywny |
| snipplr.com        | Tak                   | Nie                | Tak          | Nie                    | Nie                 | Nie       | Nie        | Nie | Nie                    | Nie                      | User required, internal social networking                                   | angielski         | aktywny |
| mysticpaste.com    | Tak                   | Nie                | Tak          | Tak                    | Nie                 | Nie       | Tak        | Nie | Tak                    | Nie                      | posty na Twitterze, komentarze, narzędzia udostępniane przez strony trzecie | angielski         | aktywny |
| PasteHTML.com      | Nie                   | Nie                | Nie          | Nie                    | Nie                 | Nie       | Nie        | Nie | Nie                    | Nie                      | Istnieje skrypt umożliwiający wklejania kodu z konsoli Linuxa               | angielski         | aktywny |
| gist.GitHub.com    | Tak                   | Tak                | Tak          | Nie                    | ?                   | Nie       | Tak        | Tak | ?                      | ?                        | Kontrola wersji. zintegrowany z github.com                                  | angielski         | aktywny |
| paste.ulvis.net    | Tak                   | Tak                | Tak          | Tak                    | Nie                 | Tak       | Nie        | Nie | Nie                    | Nie                      |                                                                             | angielski         | aktywny |